# NGC 5750
NGC 5750 ist eine Balkenspiralgalaxie vom Hubble-Typ SB(r)0/a im Sternbild Jungfrau. die Galaxie ist etwa 75 Millionen Lichtjahre von der Milchstraße entfernt und hat einen Durchmesser von etwa 85.000 Lichtjahren. Sie wird als Seyfert-II-Galaxie gelistet, ein Typ sehr heller Galaxien, die zur Gruppe der Aktiven Galaktischen Kerne (AGN) gezählt werden. 
Das Objekt wurde am 11. April 1787 von William Herschel entdeckt.